# Chibchacris sturmi
Chibchacris sturmi är en insektsart som beskrevs av Ronderos 1981. Chibchacris sturmi ingår i släktet Chibchacris och familjen gräshoppor. Inga underarter finns listade i Catalogue of Life.